# ヴァニラウェア
ヴァニラウェア有限会社（英: VANILLAWARE Ltd.）は日本のコンピュータゲーム開発会社。本社は大阪市中央区。2002年2月8日設立。

## 概要
主にオリジナルの中世西欧風ファンタジー世界によるアクションRPG作品を制作している。2Dグラフィックスやドット絵によるアニメーションに拘りを持ったデザイナーが多数在籍しており、絵本がそのまま動いているかのような滑らかで美しい世界を展開している。ソフトクリームのような頭の「ヴァニラ坊や」がヴァニラウェア公式ツイッターのイメージイラストになっている。
『ファンタジーアース ザ リング オブ ドミニオン』の開発の為に、ディレクターだった神谷盛治が東京で開発者を集めて法人化した「プラグル」という会社が母体となっている。後に同作から離れる事になった神谷盛治は『オーディンスフィア』の開発が決まった時点で彼の元に残っていた五名と共に大阪へ移転し、社名を「ヴァニラウェア」と変更しての再出発となった。
代表取締役の神谷盛治は「在籍者全員がアーティスト」と語っており、ファンタジー色の強い作風については「それが目的のような会社」と述べている。社名はお菓子のソフトクリームから取られており「定番となる商品を生み出せたら」という意思が込められている。
2024年12月2日、本社所在地を大阪府大阪市中央区安土町から大阪府大阪市中央区本町に移転。

## 開発タイトル
| 発売日         | タイトル                                     | プラットフォーム                                            | 発売元                       |
| -------------- | -------------------------------------------- | ----------------------------------------------------------- | ---------------------------- |
| 2006年2月23日  | ファンタジーアース ザ リング オブ ドミニオン | Microsoft Windows                                           | スクウェア・エニックス       |
| 2007年4月12日  | グリムグリモア                               | PlayStation 2                                               | 日本一ソフトウェア           |
| 2007年5月17日  | オーディンスフィア                           | PlayStation 2                                               | アトラス                     |
| 2008年9月25日  | くまたんち                                   | ニンテンドーDS                                              | ディンプル                   |
| 2009年4月9日   | 朧村正                                       | Wii                                                         | マーベラスエンターテイメント |
| 2011年9月1日   | グランナイツヒストリー                       | PlayStation Portable                                        | マーベラスエンターテイメント |
| 2013年3月28日  | 朧村正                                       | PlayStation Vita                                            | マーベラスエンターテイメント |
| 2013年7月25日  | ドラゴンズクラウン                           | PlayStation 3 PlayStation Vita                              | アトラス                     |
| 2016年1月14日  | オーディンスフィア レイヴスラシル            | PlayStation 4 PlayStation 3 PlayStation Vita                | アトラス                     |
| 2018年1月25日  | ドラゴンズクラウン・プロ                     | PlayStation 4                                               | アトラス                     |
| 2019年11月28日 | 十三機兵防衛圏                               | PlayStation 4                                               | アトラス                     |
| 2022年4月14日  | 十三機兵防衛圏                               | Nintendo Switch                                             | アトラス                     |
| 2022年7月28日  | グリムグリモア OnceMore                      | Nintendo Switch PlayStation 4                               | 日本一ソフトウェア           |
| 2024年3月8日   | ユニコーンオーバーロード                     | Nintendo Switch PlayStation 4 PlayStation 5 Xbox Series X/S | アトラス                     |

## 在籍者
神谷盛治（英：George Kamitani）
ヴァニラウェア有限会社の代表取締役。広島県出身。本名はカタカナ表記の「ジョージ（George）」だが、姓名判断で画数のいい「盛治」の漢字を当て、通称としている。
ゲーム開発での役割は、ディレクター、プランナー、シナリオライター、キャラクターデザイナー、イラストレーターなど、多岐に渡る。会社業務では事務も行っている。
経歴
中学生の頃に出会ったPC-88版『ザ・ブラックオニキス』で初めてファンタジー作品を意識し、魅入られるようになる。
高校1年生の時、友人がアルバイトとして務めていたゲーム制作下請け会社に、アルバイトとして従事。初仕事はPC-8801のアダルトゲームをMSXに移植するためのドット打ち。アルバイト生活を通じてグラフィックからプログラミングまで幅広くゲーム制作経験を積む。その当時のキャリアの中でも、自身が全面的にグラフィックを手掛けたファミコンソフト『AD&Dヒルズファー』が印象に残っていると語る。
大学卒業後、広島から大阪へ移り住む。関西のゲーム会社に入社したいと考え、カプコンや任天堂などに応募。カプコンにプランナーとして入社し、『マッスルボマー』と『ダンジョンズ&ドラゴンズ タワーオブドゥーム』の制作に携わる。上司である岡本吉起に対して、女子高生の格闘ゲーム企画をプレゼンしたこともある。しかし、社内には才能のある社員が多数在籍していたため「このままカプコンにいてもディレクターにはなれない」と感じて退社。
学生時代の先輩に誘われて、とあるゲーム会社に入社。のちのセガサターン用ソフト『プリンセスクラウン』の基になるゲームを企画し、セガと共同で開発していたが、所属していたゲーム会社が1996年末に倒産してしまう。セガと仲の良かったアトラスを紹介してもらい、アトラス社員としてアトラス大阪開発室（通称：アトラス関西）のチームと合流し『プリンセスクラウン』の完成と発売にこぎつける。
この当時から『ドラゴンズクラウン』の企画を考えており『プリンセスクラウン』のチームで開発する予定だったが、以前所属していたゲーム会社の倒産による損失や、セガサターンがハード末期だったため『プリンセスクラウン』の売り上げが伸びずに赤字となったことから、アトラス関西自体が解散に追い込まれてしまい、ゲーム開発会社ラクジンへ移籍。ラクジンでゲーム企画を立てるも実らず、元アトラス関西の小森成雄に誘われてソニー・コンピュータエンタテインメントへ所属することになり上京。だがここでも自身の企画は形にならず、32歳だった2001年頃には、後にヴァニラウェアのプログラマーとなる大西憲太郎と2人で路頭に迷ってしまった。一時は1日の生活費が200円、パンの耳を主食とするまでに生活が困窮していた。
そうした状況の中でスクウェア・エニックスの『ファンタジーアース ザ リング オブ ドミニオン 』の仕事を請け負うことになり、事務の都合のためにプラグルという会社を設立。後に『ファンタジーアース』制作から離れ、『オーディンスフィア』の企画がアトラスに通り開発費が出たため、関西へ戻ってプラグルを発展させる形でヴァニラウェアを設立した。
ゲーム制作に関して
オリジナルゲーム制作を最も重要視し、それ以外の仕事を請け負う会社にするつもりは全くない。そして、ゲーム機でのプレイを前提としたコンシューマーゲームに対しても強いこだわりを持っており、スマホゲーなどの携帯電話ゲームを作ることは考えていない。
制作時に後悔が残らないように、やりたかったネタやアイデアなど自分の持ってるものを惜しまず全部出し切るようにしている。そのため開発終了後はネタ切れになってしまうため、仮に自社作品の続編制作の話が出たとしても、ネタの充電が終わるまで何年もかかるとのこと。
インタビュー記事では「作りたい作品の構想が頭の中に多数あるが手数が足りていない」「続編や焼き直しよりも新作に労力を割きたい」「死ぬまでゲーム制作に係り構想を少しでも多く実現させる為に努めたい」という旨を度々語っている。
キャラクターデザインやイラスト制作に関して
絶妙にディフォルメの利いたキャラクターデザインで、主に剣と魔法の中世西洋ファンタジー世界を描いている。一方で『朧村正』のような和風な世界観や、『十三機兵防衛圏』のようなハードSFな世界観を描くこともある。
フェティシズム・セクシー要素を織り込んだ女性キャラクターを描くことも特徴。この要素は狙って入れるだけではなく、社内の過酷な業務で志気が下がる中で「最後の動力」として機能させるために盛り込んでいる。『オーディンスフィア』のグウェンドリンのデザインについては、自身が理想とするヒロイン的な女性像を全部入れたとインタビューで述べている。
2008年時点での作画環境はフルデジタルで使用ツールはPainterを、ペンタブレットは初代Intuosを愛用する。レイヤー機能を使わずバックグラウンドへ厚塗りで殴り描きをする為に、線画は必要が有る場合以外は残さず塗りで跡形も無く消えてしまうという。この手順について「非効率的で人には見せられない、一段落したら勉強したい」と語っている。2016年のインタビューではパソコンの新調を機にペンタブレットをIntuos 4に変えたことを明かしている。
カプコン時代は、同期にBENGUSが、先輩にはあきまんや西村キヌといった優秀なデザイナーが既に多数居た為に「自分が絵を描いても仕方ない」と判断しプランナー職に専念する道を選んでいた。「絵に対する意識はこの頃に相当改めさせられた」と語っている。
特にあきまんについては「絵がうまいのは当然だが、センスが凄い」と評しており、ある格闘ゲームで神谷が出したアイデアの技が採用になり、それをあきまんの手によって実際のアニメーションになった時には愕然したとインタビューで回顧している。
一方、同期だったBENGUSは好きな絵描きとして神谷の名前を挙げており、好きな作品は『ドラゴンズクラウン』だとインタビューで述べている。
|        | タイトル                                     | プラットフォーム                             | 発売元                       | 担当                                            |
| ------ | -------------------------------------------- | -------------------------------------------- | ---------------------------- | ----------------------------------------------- |
| 1991年 | AD&Dヒルズファー                             | ファミリーコンピュータ                       | ポニーキャニオン             | グラフィック                                    |
| 1993年 | マッスルボマー                               | アーケード                                   | カプコン                     | プランナー                                      |
| 1994年 | ダンジョンズ&ドラゴンズ タワーオブドゥーム   | アーケード                                   | カプコン                     | サブプランナー                                  |
| 1996年 | 美少女レスラー列伝 ブリザードYuki乱入!!      | スーパーファミコン                           | ケイエスエス                 | キャラクターアクション                          |
| 1997年 | プリンセスクラウン                           | セガサターン                                 | アトラス                     | ディレクター、キャラクターデザイン              |
| 2006年 | ファンタジーアース ザ リング オブ ドミニオン | Microsoft Windows                            | スクウェア・エニックス       | ディレクター、キャラクターデザイン              |
| 2007年 | グリムグリモア                               | PlayStation 2                                | 日本一ソフトウェア           | ディレクター、キャラクター原案、シナリオ        |
| 2007年 | オーディンスフィア                           | PlayStation 2                                | アトラス                     | ディレクター、キャラクターデザイン、シナリオ    |
| 2009年 | 朧村正                                       | Wii                                          | マーベラスエンターテイメント | ディレクター、キャラクターデザイン、シナリオ    |
| 2013年 | ドラゴンズクラウン                           | PlayStation 3                                | アトラス                     | ディレクター、キャラクターデザイン、シナリオ    |
| 2016年 | オーディンスフィア レイヴスラシル            | PlayStation 4,PlayStation 3,PlayStation Vita | アトラス                     | プロデューサー                                  |
| 2019年 | 十三機兵防衛圏                               | PlayStation 4                                | アトラス                     | ディレクター、先着予約購入特典PS4テーマイラスト |

大西憲太郎
プログラマー。『オーディンスフィア レイヴスラシル』ではディレクターも担当。
ヴァニラウェア設立メンバーの一人。学生時代にゲーム業界を目指してプログラムを独習後、株式会社ラクジンにバイト期間を経て入社。
ラクジンでは『ジェットでGO!』の制作などに携わっていた。アトラス関西から移籍してきた神谷と初めて知り合った。その後、ラクジンを退職する神谷から声をかけられたことがきっかけで、共にソニー・コンピュータエンタテインメントへ移る。以降は神谷とゲーム制作を行うようになり、プラグルおよびヴァニラウェアの設立に至る。
プログラマーであるがイラスト制作も行っており、ヴァニラウェア公式Twitterでイラストを公開することがある。
シガタケ 公式サイト『画展』
イラストレーター。
プラグル時代に入社し、『ファンタジーアース』の制作に参加。その後、ヴァニラウェア設立メンバーの一人となる。
前納浩一 公式サイト『エルデンカビル』
イラストレーター。
平井有紀子
イラストレーター。『十三機兵防衛圏』ではキャラクターデザインも担当。
木田恵美可
小林諒
野間崇史（2025年3月に退職済み）